# Piñel de Arriba
Piñel de Arriba – gmina w Hiszpanii, w prowincji Valladolid, w Kastylii i León, o powierzchni 23,41 km². W 2011 roku gmina liczyła 119 mieszkańców.